# Ritchie Blackmore's Rainbow
Ritchie Blackmore's Rainbow è il primo album in studio del gruppo musicale inglese Rainbow, pubblicato nel 1975 dalla Polydor.
Come il titolo di questa opera indica esplicitamente, l'album era stato inizialmente costruito come mero progetto solista di Ritchie Blackmore a latere dei Deep Purple (Mk. III) ed in cui esprimere le proprie linee musicali che nella band avevano trovato sempre maggiori ostacoli o critiche: critiche a loro volta ricambiate visto che era il chitarrista che a sua volta soffriva crescenti insoddisfazioni per la linea musicale espressa con l'album Stormbringer, in particolare per il crescente ruolo assunto da Glenn Hughes nella composizione e per la sua volontà di portare la band a esplorare terreni musicali ad essa naturalmente estranei, come il R&B-Soul-Funk.
Il disco viene composto quando Blackmore era ancora nella band e per esso egli (dopo una prima proposta di coinvolgere David Coverdale alla voce, che a sua volta rifiutò ritenendo che ciò che Ritchie voleva fare fosse un passo indietro rispetto a quanto i DP stavano facendo) coinvolse quale suo partner compositivo e come voce della sua musica il cantante statunitense degli Elf Ronnie James Dio, ben conosciuto perché gli stessi Elf avevano più volte fatto da supporter act ai Deep Purple. L'intesa si rivela immediata e tale da donare a Blackmore quell'entusiasmo in lui spento sin dalla fine del Tour di Burn con i Deep Purple; il chitarrista coinvolge come musicisti il resto della band (a parte, il chitarrista Dave Feinstein) e alla fine, l'entusiasmo per il progetto è tale che Blackmore decide di abbandonare la sua band 'madre' alla fine del Tour Europeo della Primavera 1975, già programmato appena dopo la fine delle session del suo disco.

## Tracce
Tutti i brani sono scritti dalla coppia Blackmore/Dio, tranne dove indicato.
1. Man on the Silver Mountain – 4:42
2. Self Portrait – 3:17
3. Black Sheep of the Family – 3:22 (Steve Hammond)
4. Catch the Rainbow – 6:27
5. Snake Charmer – 4:33
6. The Temple of the King – 4:45
7. If You Don't Like Rock 'n' Roll – 2:38
8. Sixteenth Century Greensleeves – 3:31
9. Still I'm Sad – 3:51 (Paul Samwell-Smith, Jim McCarty)

## Formazione
- Ritchie Blackmore - chitarra
- Ronnie James Dio - voce
- Craig Gruber - basso
- Micky Lee Soule - tastiere
- Gary Driscoll - batteria